# Wallace (Florida)
Wallace es un lugar designado por el censo ubicado en condado de Santa Rosa en el estado estadounidense de Florida. En el Censo de 2010 tenía una población de 1.785 habitantes y una densidad poblacional de 58,65 personas por km².

## Geografía
Wallace se encuentra ubicado en las coordenadas 30°40′16″N 87°12′18″O / 30.67111, -87.20500. Según la Oficina del Censo de los Estados Unidos, Wallace tiene una superficie total de 30.43 km², de la cual 30.34 km² corresponden a tierra firme y (0.3%) 0.09 km² es agua.

## Demografía
Según el censo de 2010, había 1.785 personas residiendo en Wallace. La densidad de población era de 58,65 hab./km². De los 1.785 habitantes, Wallace estaba compuesto por el 93.89% blancos, el 1.4% eran afroamericanos, el 1.4% eran amerindios, el 1.01% eran asiáticos, el 0.17% eran isleños del Pacífico, el 0.11% eran de otras razas y el 2.02% pertenecían a dos o más razas. Del total de la población el 1.29% eran hispanos o latinos de cualquier raza.